# جشن‌های زرتشتی
جشن‌ها و آیین‌های زرتشتی به دو دستۀ آیین‌های مذهبی و غیر مذهبی، و فردی و اجتماعی دسته‌بندی می‌شود.
به یاد آورید تاریخ پهناور ایران زمین را.

## جشن‌های مذهبی

### جشن‌های ماهانه زرتشتی
در هر ماه، یک بار نام روز و ماه یکی هستند. زرتشتیان این روزها را جشن می‌گرفتند و شادی می‌کردند این دوازده جشن به نام ماهها، فروردینگان (۱۹ فروردین)، اردیبهشتگان (۲ اردیبهشت گاهنامه کنونی ایران و ۳ اردیبهشت گاهشماری زرتشتی)، خردادگان (۴ خرداد کنونی ۶ خرداد زرتشتی) تیرگان (۱۰ تیر کنونی و ۱۳ تیر زرتشتی)، امردادگان (۳ امرداد کنونی و ۷ امرداد زرتشتی)، شهریورگان (۳۰ امرداد کنونی و ۴ شهریور زرتشتی)، مهرگان (۱۰ مهر کنونی و ۱۶ مهر زردتشتی)، آبانگان (۴ آبان کنونی و ۱۰ آبان زرتشتی)، آذرگان (۳ آذر کنونی و ۹ آذر زرتشتی)، دیگان (۲۵ آذر، ۲ و ۹ دی کنونی و ۸، ۱۵ و ۲۳ دی زرتشتی)، بهمنگان (۲۶ دی کنونی و ۲ بهمن زرتشتی) و اسفندگان (۲۹ بهمن و ۵ اسفند زرتشتی) خوانده می‌شود. از میان این جشن‌ها جشن مهرگان جنبه ملی دارد.

#### جشن فروردین گان
نخستین جشن ماهیانه در هر سال، جشن فروردین گان نام دارد که روز فروردین از ماه فروردین برابر نوزدهم فروردین است و به آن فرودگ هم می‌گویند. این جشن به فروهر پاک درگذشتگان و نیاکان مربوط است، به همین دلیل همه برای شادی روان و فروهر درگذشتهٔ خود، به آرامگاه می‌روند. هر کس برای تهیه می‌زد درمراسم جشن فروردین گان، میوه یا لرک با خود می‌آورند. بانوان سیر و سداب، سیرک، آش و بقیه خوراکی‌های مراسم را تهیه می‌کنند. موبدان لباس سپید ویژه اجرای مراسم مذهبی بر تن کرده آفرینگان خوانی را به صورت گروهی اجرا می‌نمایند و شرکت کنندگان نیز نیایش می‌کنند و بر روان فروهر درگذشتگان درود می‌فرستند. دهموبدان هنگام اجرای آفرینگان خوانی، میوه‌ها را با کارد به اندازه‌های کوچک می‌برند و پس از پایان مراسم بین شرکت کنندگان همراه با لرک تقسیم می‌کنند.

#### مراسم نیایش گاه شاه ورهرام ایزد
بیستمین روز از ماه سی روزهٔ زرتشتیان ورهرام نامیده می‌شود. ورهرام یعنی پیروزی و وهرام ایزد یعنی پیروزی مقابل ستایش درباور ایرانیان پیروزی همواره با ارزش و قابل ستایش بوده‌است. به همین دلیل در اوستا سرودهای زیبایی در ستایش پیروزی آمده‌است. ایرانیان باستان پیش از آغاز هر کار گروهی، درنیایش گاه ویژه‌ای گرد می‌آمدند و سرودهای ستایش پیروزی را باهم می‌خوانند و با روانی نیرومند و اراده‌ای استوار برای کسب پیروزی، پای به میدان مبارزه زندگی می‌نهادند. این نیایش گاه‌ها به تدریج به نیایش گاه ورهرام ایزد معروف گشت. اکنون زرتشتیان دست کم ماهی یک بار، در روز ورهرام در نیایش گاه شاه ورهرام ایزد گردهم می‌آیند و اهورامزدا را نیایش می‌کنند و از او می‌خواهند که پیروزی را در زندگی بهره آنان گرداند و نیز همه کسانی را که به پیروی از پیام اشو زرتشت در تازه گردانیدن زندگانی، پیش بردن جهان هستی و گسترش آیین راستی می‌کوشند پیروز و سرافراز گرداند. اغلب زرتشتیان برای حضور در زیارتگاهها، آدریان و نیایش کردن همواره سدره و کستی برتن دارند.

#### جشن اردیبهشت گان
روز اردیبهشت از ماه اردیبهشت (دوم اردیبهشت)، جشن اردیبهشت گان نام دارد. اردیبهشت از واژهٔ اوستایی اشاوهیشتا گرفته شده‌است که پاکی و اشویی معنی می‌دهد. ایرانیان باستان در این روز لباس سپید که سمبل پاکی است، بر تن می‌کردند و به آدریان یا آتشکده می‌رفتند و نیایش اهورامزدا را به جای می‌آوردند. اکنون نیز زرتشتیان در جشن اردیبهشت گان، به آتشکده و آدریان می‌روند و با سرایش اردیبهشت یشت خداوند جان و خرد را ستایش می‌کنند.
جشن تندرستون
این جشن در منطقه کرمان در روز 9 اردیبهشت ماه در محل کوه های شیوشگان برگزار می شود. جشن تندرستون یا چهلم نوروز از آیین های مهم باستانی زرتشتیان است که در شاهنامه فردوسی به آن اشاره شده است.

#### جشن خردادگان
نام ششمین روز از ماه زرتشتیان خورداد است. روز خرداد از ماه خرداد (۶ خرداد) این جشن برگزار می‌شود. واژه خرداد در اوستا به صورت هئوروتات آمده‌است و نام یکی از امشاسپندان است که رسایی و کمال معنی می‌دهد. نیاکان ما روز خرداد از ماه خورداد را جشن می‌گرفتند و در این روز به سر چشمه‌ها و رودخانه‌ها و کنار دریاها می‌رفتند و نیایش به جا می‌آوردند و اهوارمزدا را ستایش می‌کردند. اکنون زرتشتیان در سالن‌ها و نیایشگاه‌ها حضور می‌یابند و پس از نیایش و ستایش اهورامزدا جشن خردادگان را گرامی می‌دارند و به شادمانی می‌پردازند..

#### جشن تیرگان
در ماه تیر هنگامی که روز تیر فرا می‌رسد، دهمین روز از تیرماه روز  تیراز است که به روز «آب‌ریزان» معروف است. در این روز  جشن تیرگان برگزار می‌شود. تیر در اوستا «تیشتریه» و در زبان پهلوی تشتر نام دارد. در نوشته‌های اوستایی و غیرگاتاهایی تشتر یا تیر نام ایزدی است که به باریدن باران کمک می‌کند همچنین در باور ایرانیان نام ستاره‌ای است که هر گاه درآسمان پدیدار شود مژده باریدن باران را با خود می‌آورد. سبب پیدایش جشن تیرگان نیز مانند بسیاری از آداب و رسوم با رویدادی سرنوشت ساز در تاریخ زندگی ایرانیان باستان هماهنگی یافته‌است. گروهی این جشن را یادگار پیروزی ایرانیان بر تورانیان می‌دانند که در زمان پادشاهی منوچهر سپاه افراسیاب قسمت زیادی از سرزمین ایران را اشغال کرده بود و قرار آشتی بر این شد که از سوی سپاه ایران تیری رها شود و در هر جا بر زمین فرود آید مرز ایران و توران تعیین شود. بنابراین آرش جوان دلیر ایرانی با تمام توان تیری را از کمان رها ساخت این تیر در کنار رودخانه جیحون بر درختی نشست و مرز ایران و توران را مشخص کرد. باز در زمان ساسانیان و پادشاهی فیروز هفت سال در ایران خشکسالی روی داد و در چنین روزی مردم روی به بیابان نهادند و با نیایش خود از پروردگار آرزوی باریدن باران را کردند و پس از آن بارش باران شروع شد و ایران از خشکسالی رهایی یافت. از آن سال به بعد ایرانیان در این چنین روزی در یکدیگر آب می‌پاشند و شادی می‌کنند.

#### جشن امردادگان
درهرماه سی روز زرتشتیان هفتمین روز آن امرداد نام دارد. روز امرداد از ماه امرداد سوم امرداد گاهشمار ایرانی یا هفتم امرداد زرتشتی را جشن امردگان میگیرند. واژه امرداد یعنی بی مرگی و هنگامی که در ماه امرداد روز امرداد فرا می‌رسد آن را جشن امردادگان می‌نامند. در مورد برگزاری این جشن در گذشته اطلاع چندانی دردست نیست. اکنون در برخی از روستاها و شهرها جشن امردادگان برگزار می‌شود. این جشن اغلب در تالار آدریان یا سالن عمومی برپا می‌شود.

#### جشن شهریورگان
واژه شهریور در اوستا به صورت خشتره وئیریه آمده‌است که شهریاری نیرومند معنی می‌دهد و در ماه سی روزه زرتشتیان چهارمین روز در هرماه زرتشتی شهریور نام دارد که در حال حاضر روز شهریور در ۳۰ مرداد گاهشمار ایرانی قرار دارد و در این روز جشن شهریورگان برگزار می‌شود. از چگونگی برگزاری مراسم این جشن در ایران باستان اطلاع زیادی در دست نیست. اکنون مانند جشن‌های ماهیانه دیگر زرتشتیان در برخی از شهرها و روستاها گرد هم می‌آیند و نیایش همگانی می‌خوانند و با برنامه‌های شاد جشن شهریورگان را گرامی می‌دارند.

#### جشن مهرگان
روز شانزدهم مهرماه گاهشمار ایرانی که به نام ایزد مهر، نام‌گذاری شده‌است، هنگام برگزاری این جشن بزرگ است. واژه مهر پیمان و دوستی معنی می‌دهد. در ایران باستان، جشن مهرگان پس از نوروز دارای اهمیت ویژه‌ای بود. دلیل آن این است که نوروز آغاز تابستان و مهرگان آغاز زمستان را به هر ماه می‌آورند. زیرا در آن زمان سال به دو فصل تقسیم شده بود. فصل اول، تابستان بود که از جشن نوروز شروع می‌شد و هفت ماه ادامه داشت. و فصل دوم، زمستان که از جشن مهرگان آغاز می‌شد و پنج ماه ادامه داشت در مورد پیدایش این جشن نظرات مختلفی وجود دارد. بیرونی می‌گوید که چون در این روز آفتاب بر عالمیان پیدا شد، این روز را مهرگان (هنگامه خورشید) نامیدند. پادشاهان ساسانی در این روز تاجی به شکل خورشید بر سر می‌گذاشتند و آن را به با شکوه‌ترین وجهی جشن می‌گرفتند.. جشن مهرگان که از روز مهر شروع می‌شد تا شش روز پس از آن ادامه می‌یافت و جشن و شادی برپا می‌شد. انگیزه‌ای که به پیدایش جشن مهرگان در تاریخ ایران نسبت می‌دهند، پیروزی ایرانیان بر ضحاک ستمگر به رهبری کاوه آهنگر است که او را در بند آوردند و فریدون را به عنوان رهبر خود برگزیدند. اکنون نیز زرتشتیان در روز مهر از ماه مهر به آتشکده و نیایشگاه‌ها می‌روند، با تهیه خوراک‌های سنتی از یکدیگر پذیرایی می‌کنند و با نیایش و برنامه‌های فرهنگی مانند سخنرانی‌های علمی و آیینی سرود، شعرود کلمه جشن مهرگان را با شادی برپا می‌دارند.

#### جشن آبانگان
آبان روز از آبان ماه یعنی دهم آبان این جشن برگزار می‌شود. واژه آبان، آب و هنگام آب معنی می‌دهد و جشن آبانگان جشن مربوط به آب‌های روی زمین است. در باره پیدایش جشن آبانگان گروهی از پژوهشگران بر این باورند که در پی جنگ‌های درازی که بین ایران و توران روی داد و افراسیاب تورانی دستور داد تا کاریزها و نهرها را ویران کنند. پس از پایان جنگ، پسر تهماسب که زو نام داشت دستور داد تا این کاریزها و نهرها را لایروبی کنند و پس از این لایروبی آب در کاریزها روان گردید و مردم بازآمدن آب را جشن گرفتند. در روایت دیگری آمده که پس از ۸ سال خشکسالی در ماه آبان، باران شروع به باریدن نمود. آن گاه بیماری و فقر مردم تمام شد و از آن زمان جشن آبانگان پدید آمد. به هر حال اکنون زرتشتیان مانند بقیه جشن‌های ماهیانه، جشن آبانگان را گرامی می‌دارند.

#### جشن آذرگان
روز آذر از ماه آذر که در ۳ آذر  گاهشمار ایرانی قرار دارد این جشن برگزار می‌شود. واژه آذر که آتش معنی می‌دهد یکی از چهار عنصر پاک‌کننده در نزد زرتشتیان است که آن‌ها عبارتند از: آب، باد، خاک و آتش. از آنجا که زرتشتیان همواره آتش را که بهترین و سریع‌ترین عنصر پاک‌کننده‌است گرامی داشته و آن را سمبل روشنایی و گرما می‌دانند، به همین دلیل برای نیایش اهورا مزدا، به آتشکده یا جایی که روشنایی وجود دارد روی می‌آورند. در گاه شماری زرتشتیان روز نهم از هر ماه آذر نام دارد و در ماه آذر هنگامی که روز آذر فرا می‌رسد آن را جشن می‌گیرند. اغلب با لباس آراسته و تمیز به آتشکده و آدریان می‌روند. نیایش‌های روزانه خود را انجام می‌دهند و برخی با سرایش آتش نیایش از اوستا، جشن آذرگان را گرامی می‌دارند.

#### جشن دی‌گان
روز دی از ماه دی که در۲۵ آذر ۱۷،۹،۲ دی ماه گاهشمار ایرانی قرار دارد جشن دی‌گان برگزار می‌شود و اکنون زرتشتیان در برخی از شهرها و روستاها یکی از روزهای دی در ماه دی یا همه آن را جشن می‌گیرند. 
واژه دی، آفریدن و آفریدگار معنی می‌دهد و در ماه دی غیر از نخستین روز ماه که اورمزد نامیده می‌شود و نام خداوند است، سه روز دیگر به نام‌های دی بآذر، دی بمهر و دی بدین وجود دارد. بنابراین جشن دیگان برابر است با یکی از این روزها در ماه دی، که دوم، نهم، و هفدهم در تقویم خورشیدی است. در ایران باستان نخستین جشن دی‌گان، در ماه دی یعنی روز اورمزد و دی ماه فرم روز نیز نام داشته‌است و در این روز که روز پس از شب چله، بزرگترین شب سال بوده‌است، پادشاه و حاکم دیدار عمومی با مردم داشته‌است.

#### جشن بهمن‌گان
روز وهمن از ماه بهمن  که در ۲۶ دیماه گاهشمار ایرانی قرار دارد جشن بهمن گان گرفته می‌شود. بهمن یا وهومن از واژه وهومنه در اوستا گرفته شده‌است که منش نیک معنی می‌دهد و در گاه شماری سی روزه زرتشتیان یا به عبارت دیگر یکی از فروزه‌ها و صفات اهورامزدا ست که درگاتهای اشوزرتشت بسیار به این واژه بر می‌خوریم و در واقع زرتشت پیامبر ایرانی برای دریافت پیام‌های اهواریی از وهومن یاری می‌گیرد. وهومن یعنی اندیشه نیک، خرد خدا داده و اشو زرتشت پیام‌های الهی خویش را به وسیله فرد مقدس و نیک اهورا دریافت می‌کرد.

#### جشن اسپندگان یا اسفندگان یا سپندارمزدگان
روز سپندارمزد از ماه اسفند (اسپند) که در ۲۰ بهمن گاهشمار ایرانی قرار دارد این جشن را برگزار می‌کنند. اسفند (اسپند) یا سپندارمزد در اوستا به صورت سپنته آرمئیتی آمده‌است. این واژه معنی فروتنی و بردباری دارد. سپنته آرمئیتی نام یکی از امشاسپندان است. امشاسپند سپندارمزد در نقش مادی خود نگهبان زمین است و از آنجا که زمین مانند زنان در زندگی انسان نقش باروری و باردهی دارد، جشن اسفندگان (اسپندگان) برای ارج نهادن به زنان نیکوکار برگزار می‌شود. در گذشته و در برخی از نقاط سرزمین ایران در این روز بانوان لباس‌های نو می‌پوشیدند، زنهایی که مهربان، پاک دامن، پرهیزکار وپارسا بوده‌اند و فرزندان نیک را به جامعه تحویل می‌دادند، مورد تشویق قرار می‌گرفتند و در روز جشن اسفندگان (اسپندگان)، زن‌ها از مردان خود پیشکش‌هایی دریافت می‌نمودند. آن‌ها در این روز از کارهای همیشگی خود در خانه و زندگی معاف می‌شدند و مردان و پسران کارهای مربوط به زنان در خانه را در روز جشن اسفندگان (اسپندگان) انجام می‌دادند. اکنون نیز زرتشتیان جشن اسفندگان (اسپندگان) را به نام روز زن و روز مادر زرتشتی و زنان نیکوکار و پاک دامن گرامی می‌دارند.

جشن زیارت پیر سبز ( چک چک )
چک چک یا پیرسبز ، زیارتگاهی است واقع در شهرستان اردکان که در بالای کوه قرار دارد و زرتشتیان همه ساله در اواخر خرداد ماه درین مکان مذهبی گرد هم جمع میشوند و به مدت چهار روز به رقص و پایکوبی و شادی میپردازند .
زرتشتیان معمولا درین روز با شیرینی و میوه جات و خوردنی ها و زنان زرتشتی با نان سوروگ ( نوعی نان محلی که تسط زنان زرتشتی پخته میشود) از هنکیشان خود پذیرایی میکنند و شب در خیله هایی که مخصوص زائران ساخته شده استراحت میکنند صبح روز آخر از جشن پیر سبز نیایش همگانی برگزار می‌شود و زرتشتیان با خواندن اوستا از اهورامزدا شادی دل و تندرستی را برای همه مردم نیک جهان آرزو میکنند 
لازم به ذکر است که ورودی زیارتگاه توسط نیروی های امنیتی کنترل شده و ورود غیر زرتشتیان به این جشن ممنوع می‌باشد و غیر از روز های همگانی امکان ماندن شب  در زیارتگاه‌ وجود  ندارد  .

## آیین‌های فردی
در میان آیین‌های فردی این آیین‌ها به صورت جشن برگزار می‌شوند:
- آیین سدره‌پوشی
- آیین پیوکانی

## جشن‌های غیرمذهبی
- جشن نوروز
- جشن شب یلدا
- جشن سده